# 김상규 (1973년)
김상규(한국 한자: 金相圭, 1973년 11월 2일 ~ )는 대한민국의 전 축구 선수이며, 포지션은 수비수였다.